# 中亚秦艽
中亚秦艽（学名：Gentiana kaufmanniena）为龙胆科龙胆属的植物。分布于俄罗斯以及中国大陆的新疆等地，生长于海拔1,800米至3,500米的地区，多生长在草甸、山坡草地以及山谷冲积平原草，目前尚未由人工引种栽培。

## 别名
狭翅龙胆（内蒙古大学学报）